# Paranarychia albomaculatella
Paranarychia albomaculatella är en fjärilsart som beskrevs av Saigusa 1961. Paranarychia albomaculatella ingår i släktet Paranarychia och familjen säckspinnare. Inga underarter finns listade i Catalogue of Life.